# Orbital d'antienllaç

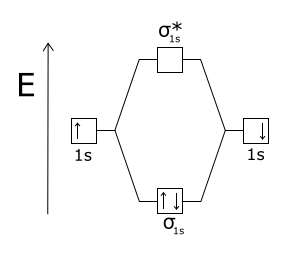
Orbital d'antienllaç d'Hidrogen

En el context de la teoria d'orbitals moleculars, un orbital d'antienllaç és aquell orbital molecular caracteritzat perquè hi ha una densitat electrònica petita entre els nuclis atòmics, existint un o més nodes perpendiculars a l'eix internuclear. Segons el mètode de combinació lineal d'orbitals atòmics, un orbital antienllançat es forma mitjançant la interferència destructiva de dos orbitals atòmics de simetria apropiada. D'aquesta manera, s'obté un orbital amb més energia que qualsevol dels dos orbitals atòmics originals, el que desafavoreix la formació de l'enllaç químic entre els dos àtoms.
Com que els orbitals d'antienllaç o antienllaçants tenen més energia que els orbitals atòmics que els originen, en una estructura electrònica molecular solen ser omplerts en últim terme.